# Allium maackii
Allium maackii är en amaryllisväxtart som först beskrevs av Carl Maximowicz, och fick sitt nu gällande namn av Jaroslav Ivanovic Yaroslav Ivanovich Prokhanov och Vladimir Leontjevitj Komarov. Allium maackii ingår i släktet lökar, och familjen amaryllisväxter. Inga underarter finns listade i Catalogue of Life.